# Tala (As-Suwajda)
Tala (arab. تعلا) – wieś w Syrii, w muhafazie As-Suwajda. W 2004 roku liczyła 183 mieszkańców.